# Freistroff

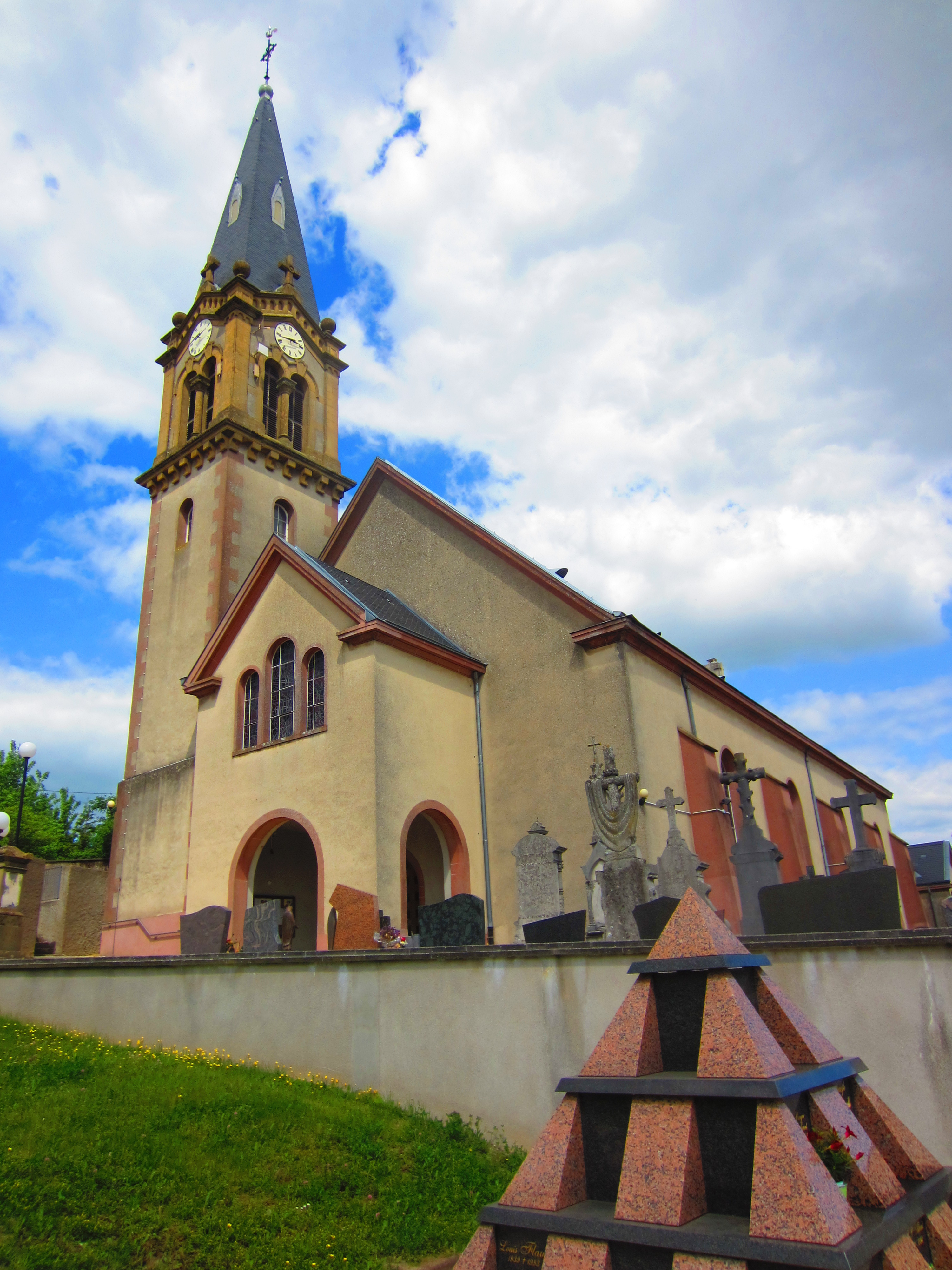
Kirche St. Étienne

Freistroff (deutsch: Freisdorf) ist eine französische Gemeinde mit 1010 Einwohnern (Stand 1. Januar 2022) im Département Moselle in der Region Grand Est (bis 2015 Lothringen). Sie gehört zum Arrondissement Forbach-Boulay-Moselle und zum Kanton Bouzonville.

## Geographie
Der Ort liegt in Lothringen am linken Ufer der Nied, etwa 31 Kilometer nordöstlich von Metz, zwölf Kilometer nördlich von Boulay-Moselle (Bolchen) und vier Kilometer südwestlich von Bouzonville (Busendorf), unweit der Grenze zum Saarland auf einer Höhe zwischen 195 und 276 Meter über dem Meeresspiegel. Das Gemeindegebiet hat eine Fläche von 14,67 km².

## Geschichte
Die Ortschaft gehörte früher zum Herzogtum Lothringen im Heiligen Römischen Reich. Der Ort wurde 1022 als Freydorf erwähnt, dann als Freisdorff im Jahr 1693.
1130 gründeten Wéry (Werri) II. von Walcourt (bei Namur in Belgien), auch Wirich von Valcourt genannt,  und seine Gattin Adelheid hier einen Konvent der Augustiner-Chorherren, mit Unterstützung der Herzöge von Lothringen. Mitte des 12. Jahrhunderts wurde der Konvent bereits verlassen; später wurde das Kloster kurzzeitig von Prämonstratensern der Abtei Justemont aus Wallingen wiederbelebt und ab 1210 von Zisterziensern übernommen. Der kleine Konvent wurde während der Französischen Revolution 1791 aufgelöst und das Klosterland später aufgeteilt und verkauft.
Die Schutzvögte des Klosters erbauten sich eine Burg auf der Ebene zwischen Freistroff und Rémelfang. Wery und Renier von Valcourt wurden mit ihrer Burg Freisdorff 1301 Lehnsnehmer der Herzöge. 1387 erhielt Jean d'Ellentz das Lehen und 1464 Heinrich von Varsberg. 1681 kam das Lehen an die Herren zu Eltz-Rodendorf auf Château-Rouge (Rodendorf). Letzte Besitzerin war Maria Theresia von Eltz-Rodendorf (1720–1803), verheiratet mit Franz Ludwig Schenk von Schmidtburg (1711–1762), die aus dem Erbe der Metternich auch die Burg Bourscheid besaß. 1986 erwarb Familie Gehl das verfallende Schloss und sanierte es; Besichtigung und die Anmietung von Räumen für Veranstaltungen sind möglich.
Durch den Frankfurter Frieden vom 10. Mai 1871 kam das Gebiet an das deutsche Reichsland Elsaß-Lothringen, und das Dorf wurde dem Kreis Bolchen im Bezirk Lothringen zugeordnet. Die Dorfbewohner betrieben Getreidebau und Viehzucht sowie Wein- und Mehlhandel.
Nach dem Ersten Weltkrieg musste die Region aufgrund der Bestimmungen des Versailler Vertrags 1919 an Frankreich abgetreten werden. Im Zweiten Weltkrieg war die Region von der deutschen Wehrmacht besetzt.

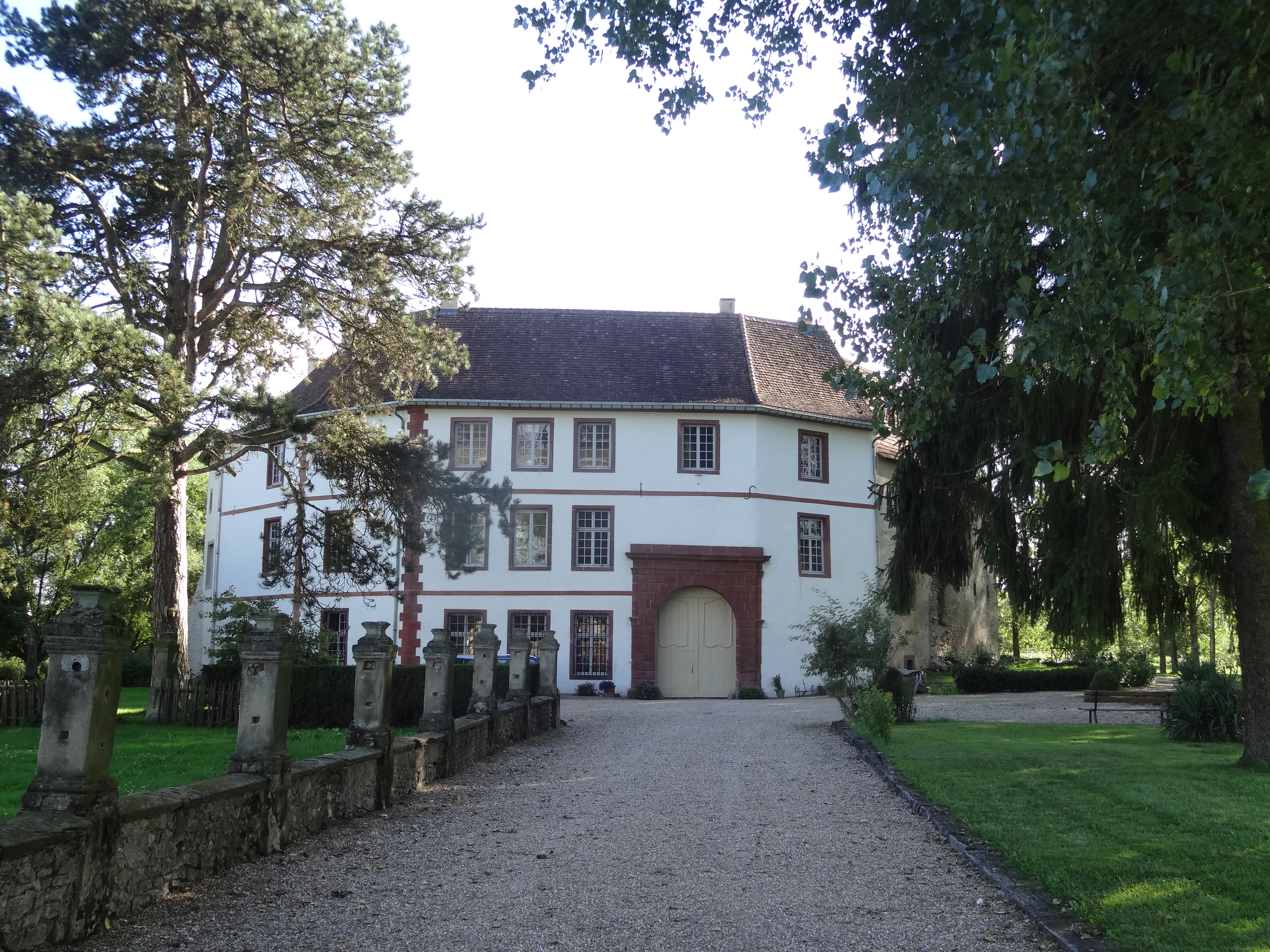
Schloss Freistroff (Château Saint-Sixte)
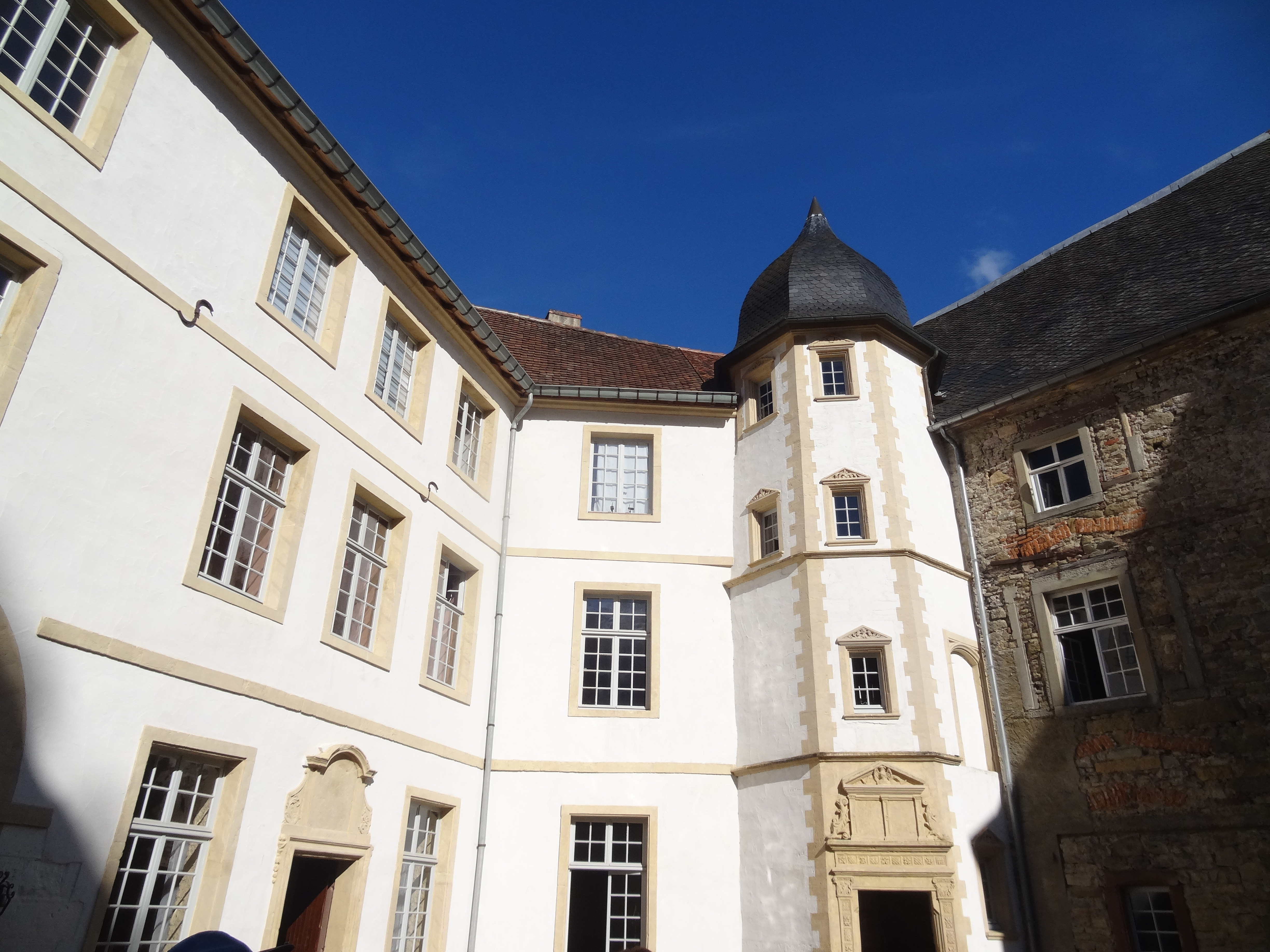
Schlosshof

| Jahr      | 1962 | 1968 | 1975 | 1982 | 1990 | 1999 | 2007 | 2019 |
| --------- | ---- | ---- | ---- | ---- | ---- | ---- | ---- | ---- |
| Einwohner | 918  | 948  | 899  | 936  | 923  | 859  | 1021 | 1037 |

## Sehenswürdigkeiten
- Kirche St. Étienne
- Schloss St. Sixte, Renaissance-Bau mit Kern aus dem 12. Jahrhundert
- Kloster Freistroff